# 比利亚梅希尔
比利亚梅希尔，是西班牙卡斯蒂利亚-莱昂莱昂省的一个市镇。 总面积79平方公里，总人口983人（001年），人口密度12人/平方公里。